# Kulturåret 1734

## Händelser
- Okänt datum - Den svenska amatörteatertruppen känd som Greve De la Gardies comedianter uppträder i Stockholm. Bland dess aktörer finns Brita Sophia De la Gardie.

## Födda
- 17 januari - François-Joseph Gossec (död 1829), fransk kompositör
- 19 februari - Nils Philip Gyldenstolpe (död 1810), svensk ämbetsman och ledamot av Svenska Akademien
- 9 mars - Marie-Suzanne Giroust (död 1772), fransk konstnär
- 1 november - Johan Edler d.ä. (död 1797), svensk bildhuggare
- 4 december - Johan Murberg (död 1805), svensk författare och ledamot av Svenska Akademien
- 15 december - George Romney (död 1802), brittisk porträttmålare